# Lobocleta monogrammata
Lobocleta monogrammata là một loài bướm đêm trong họ Geometridae.